# Uzbekistan na Mistrzostwach Świata w Lekkoatletyce 2013
Uzbekistan na Mistrzostwach Świata w Lekkoatletyce 2013 – reprezentacja Uzbekistanu podczas czempionatu w Moskwie liczyła 3 zawodników, z których żaden nie zdobył medalu.

## Występy reprezentantów Uzbekistanu

### Mężczyźni
| Konkurencja    | Zawodnik     | Eliminacje | Eliminacje | Finał    | Finał   |
| Konkurencja    | Zawodnik     | Rezultat   | Pozycja    | Rezultat | Pozycja |
| -------------- | ------------ | ---------- | ---------- | -------- | ------- |
| Rzut oszczepem | Ivan Zaytsev | 81,53      | 4. q       | 78,33    | 12.     |

### Kobiety
| Konkurencja | Zawodniczka          | Eliminacje | Eliminacje | Finał    | Finał   |
| Konkurencja | Zawodniczka          | Rezultat   | Pozycja    | Rezultat | Pozycja |
| ----------- | -------------------- | ---------- | ---------- | -------- | ------- |
| Skok wzwyż  | Nadejda Dusanova     | 1,88       | 14.        | NQ       | NQ      |
| Trójskok    | Anastasiya Juravleva | 13,32      | 19.        | NQ       | NQ      |